# Antonio Ferrer
Antonio Ferrer (¿? - 1811) fue un abogado mexicano al parecer de origen criollo que intervino en la Guerra de Independencia Mexicana por medio de una conspiración para secuestrar al Virrey, para obligarlo posteriormente a ceder el poder del virreinato y lograr así la autonomía del virreinato y la libertad de Hidalgo, Ignacio Allende e Ignacio Aldama que habían sido capturados en Chihuahua. Murió por garrote luego de ser denunciada la conjura.

## Biografía
Nacido en la   Ciudad de México en el seno de una familia noble, poco se conoce de él, ni siquiera su fecha de nacimiento, por los escritos de Lucas Alamán y Carlos María de Bustamante, se sabe que ejercía la abogacía para el  Consulado de Comerciantes de la Ciudad de México. La primera noticia de él se tiene luego de la fallida conspiración para secuestrar al virrey Francisco Xavier Venegas en abril de 1811, la cual fue descubierta.
Es así como se organiza una segunda, cuyas juntas se realizaban en la casa de Antonio Rodríguez Dongo, en el callejón de la Polilla, a cuyas reuniones acudía el Lic. Ferrer, un cabo del batallón de Comercio de nombre Ignacio Cataño, entre otros, estos tenían la intención de organizarse para aprovechar los paseos diarios por la tarde del virrey por el Paseo de la Viga, en las cercanías de la ciudad, contando con la cooperación de Rafael Mendoza un enviado de Ignacio Rayón que apara el momento había tomado el mando del movimiento, Mendoza participaría con un grupo mandado por Mariano Hernández un traficante de aguardiente.
la idea básica consistía en atacar a la escolta del virrey con las fuerzas combinadas de Mendoza y una partida proveniente de la ciudad, ya que en esa época la Ciudad de México se encontraba rodeada de canales dobles, los cuales constituían una efectiva defensa, además de obligar el paso por alguna de las garitas, lo que evitaba la evasión fiscal y la salida o entrada de elementos insurgentes, muerta o fugada la escolta se apoderarián del virrey, lo llevaran donde estuviera Ignacio Rayón para luego obligarlo a firmar lo que fuera procedente y así tener el control del virreinato, si tuviera éxito la aprehensión el grupo restante en la ciudad levantaría a la población , todo coordinado por toques de campana y cohetes desde el Convento de la Merced.
Este plan fue denunciado al Virrey Venegas según Alamán por un tal Cristobál Morantes y según Bustamante por una mujer, la conspiración fue además delatada por la declaración de un oficial de la Secretaría del Virreinato de nombre Manuel Terán, mismo que declaró que Ferrer lo había invitado a asistir armado al Paseo de la Viga para el día siguiente de denunciada la conspiración, el virrey dispuso que la ciudad se pusiera en alerta y mando a apresar a los conspiradores entre estos tenemos a:
- Antonio Ferrer.
- El cabo del Batallón de Comercio Ignacio Cataño.
- El cabo del Batallón de Comercio José Mariano Ayala.
- Antonio Rodrigues Dongo.
- Félix Pineda.
- José María González.
- Cura Castro.
- Cura Negreicos
- Cura Resendi.

Además del propio Cristobál Morantes quien luego recibió una recompensa de 2,000 pesos por parte del Consulado de Comerciantes.
Estos fueron sometidos a juicio probándose los cargos a la mayoría, dándose sentencias de muerte a varios y de destierro a otros, como el caso de los curas, en el caso del Lic. Ferrer no se pudo probar gran cosa, así que el trío de jueces que le juzgaban no podían dictar una sentencia, esto enardeció a los miembros del Consulado de Comerciantes, que solicitaron al virrey la aplicación de la pena de muerte, para dar un ejemplo a cualquier otro que lo intentara, los jueces entonces optaron por votar dos a favor de la pena de muerte y uno por la de destierro (por cierto este español), pero al final se le aplicó la pena de muerte por garrote en la plaza de Mixcalco, a esta acudió escoltado para evitar su rescate, vestido y con el protocolo que como noble hispano le correspondía el 29 de agosto de 1811.

## Homenaje posterior
En 1910 su nombre se inscribe en el Monumento a la Independencia bajo la estatua de la Ley en el Paseo de la Reforma de la Ciudad de México.